# A legvirágosabb magyar települések
A Virágos Magyarország verseny az Entente Florale Europe keretében 1990 óta minden évben lehetőséget ad Magyarország legvirágosabb települései számára a megmérettetésre. A nemzetközi versenyben az előző év nemzeti nyertesei vehetnek részt be. A falvak, városok, nagyvárosok külön kategóriában kerülnek díjazásra. A résztvevő országok két kategóriában egy-egy részvevőt jelölhetnek évenként, amelyek 1996 óta ezüst és arany díjban részesülnek.
A verseny győztesei 2004-től:
|      | Város                     | Község                |
| ---- | ------------------------- | --------------------- |
| 2004 | Makó                      | Ruzsa                 |
| 2005 | Nagyatád                  | Orfű                  |
| 2006 | Eger                      | Noszvaj               |
| 2007 | Gyula                     | Tápiógyörgye          |
| 2008 | Szombathely               | Gelse                 |
| 2009 | Sopron                    | Lipót                 |
| 2010 | Balatonfüred              | Paloznak              |
| 2011 | Százhalombatta            | Lövő                  |
| 2012 | Hévíz                     | Csopak                |
| 2013 | Gyula                     | Zebegény              |
| 2014 | Siófok                    | Balatongyörök         |
| 2015 | Mosonmagyaróvár           | Dunakiliti            |
| 2016 | Kaposvár                  | Tihany                |
| 2017 | Veszprém                  | Lajoskomárom, Szálka  |
| 2018 | Nagykőrös                 | Csemő                 |
| 2019 | Székesfehérvár            | Orfű                  |
| 2021 | Veresegyház               | Buzsák                |
| 2022 | Debrecen, Makó, Zalakaros | Gyugy                 |
| 2023 | Győr, Paks                | Alsómocsolád, Varsány |

## Forrás
- Virágos Magyarország pályázat eddigi nyertesei. viragosmagyarorszag.hu. (Hozzáférés: 2024. január 5.)
- History EFE. Entente Florale Europe (EFE). (Hozzáférés: 2024. január 6.)